# Vrtni grah
Vrtni grah (obični grah, grah mahunar, lat. Phaseolus vulgaris), vrsta u rodu graha (Phaseolus), uzgaja se kao povrtna kultura, u manjim količinama. Postoje sorte graha u mahunama koje daju samo dobre mahune za jelo i druge, posebne sorte od kojih se dobivaju suha zrna graha. U prodaju se mogu naći svježe mahune, sterilizirane mahune pakirane u limenke i smrznute mahune (konzervirane).

## Opis
Mahune mogu biti (raznih sorti) po obliku: plosnate, uže i šire, valjkaste, srpaste, po dužini: kratke i duge, po boji: tamnije i svjetlije zelene boje, zelene s ljubičastim mrljama, svijetložute itd.

## Primjena u kulinarstvu
Kvalitetna mahuna mora biti sočna, krhka i ugodna mirisa. Za pripremanje jela pogodne su mlade mahune, bez niti.